# Stadion Partizana
Stadion Partizana – wielofunkcyjny stadion sportowy położony w serbskiej stolicy Belgradzie. Na stadionie swoje mecze domowe rozgrywa drużyna Partizana Belgrad. Stadion powstał w miejscu dawnego stadionu Beogradski SK i został otwarty 9 października 1949 roku. Na inauguracje stadionu  rozegrany został mecz międzynarodowy pomiędzy Francją a Jugosławią. W 1962 roku arena lekkoatletycznych mistrzostw Europy. Zanim weszły regulacje UEFA dotyczące bezpieczeństwa stadion mieścił 55 000 miejsc. Po renowacji która się odbyła w 1998 roku, pojemność stadionu została zmniejszona do 32 887 miejsc. Stadion posiada sztuczne oświetlenie o mocy 1200 luksów.